# Saypulla Absaidov
Saypulla Absaidov (Tarki, 14 de julho de 1958) é um lutador de estilo-livre soviético, campeão olímpico.

## Carreira
Em 1980, Abasidov conquistou a medalha de ouro nos Jogos Olímpicos de Verão de 1980 em Moscou na categoria de peso leve na luta livre. Um ano depois, em 1981, consagrou-se campeão mundial nesta mesma modalidade.